# Youichi Ui
Youichi Ui (en japonés:宇井 陽一 Ui Yōichi; 27 de noviembre de 1972, Chiba, Japón) es un piloto de motociclismo, dos veces subcampeón de la categoría de 125cc. En 2000 quedó por detrás de Roberto Locatelli y en 2001 quedó segundo por detrás del sanmarinense Manuel Poggiali.
Comparte un récord con Kenny Roberts de más victorias en una temporada sin conseguir el campeonato mundial.

## Resultados

### Por temporada
| Temporada | Categoría | Moto       | Carreras | Victorias | Podios | Pole | V.Ráp.ida | Pts. | Pos. |
| --------- | --------- | ---------- | -------- | --------- | ------ | ---- | --------- | ---- | ---- |
| 1995      | 125cc     | Yamaha     | 1        | 0         | 0      | 0    | 0         | 1    | 31.ª |
| 1996      | 125cc     | Yamaha     | 13       | 0         | 0      | 1    | 0         | 36   | 18.ª |
| 1997      | 125cc     | Yamaha     | 15       | 0         | 1      | 2    | 0         | 77   | 12.ª |
| 1998      | 125cc     | Yamaha     | 13       | 0         | 1      | 0    | 0         | 76   | 11.ª |
| 1999      | 125cc     | Derbi      | 14       | 0         | 1      | 0    | 0         | 84   | 11.ª |
| 2000      | 125cc     | Derbi      | 16       | 5         | 10     | 6    | 3         | 217  | 2.ª  |
| 2001      | 125cc     | Derbi      | 16       | 6         | 8      | 7    | 5         | 232  | 2.ª  |
| 2002      | 125cc     | Derbi      | 16       | 0         | 1      | 0    | 1         | 65   | 13.ª |
| 2003      | 125cc     | Gilera     | 15       | 0         | 0      | 1    | 0         | 76   | 13.ª |
| 2004      | 125cc     | Aprilia    | 9        | 0         | 0      | 0    | 0         | 19   | 22.ª |
| 2005      | MotoGP    | Harris WCM | 3        | 0         | 0      | 0    | 0         | 1    | 28.ª |
| 2006      | 250cc     | Yamaha     | 1        | 0         | 0      | 0    | 0         | 0    | -    |
| 2007      | 250cc     | Yamaha     | 1        | 0         | 0      | 0    | 0         | 2    | 27.ª |
| Total     | Total     | Total      | 133      | 11        | 22     | 17   | 19        | 886  |      |